# Ріг (інструмент)

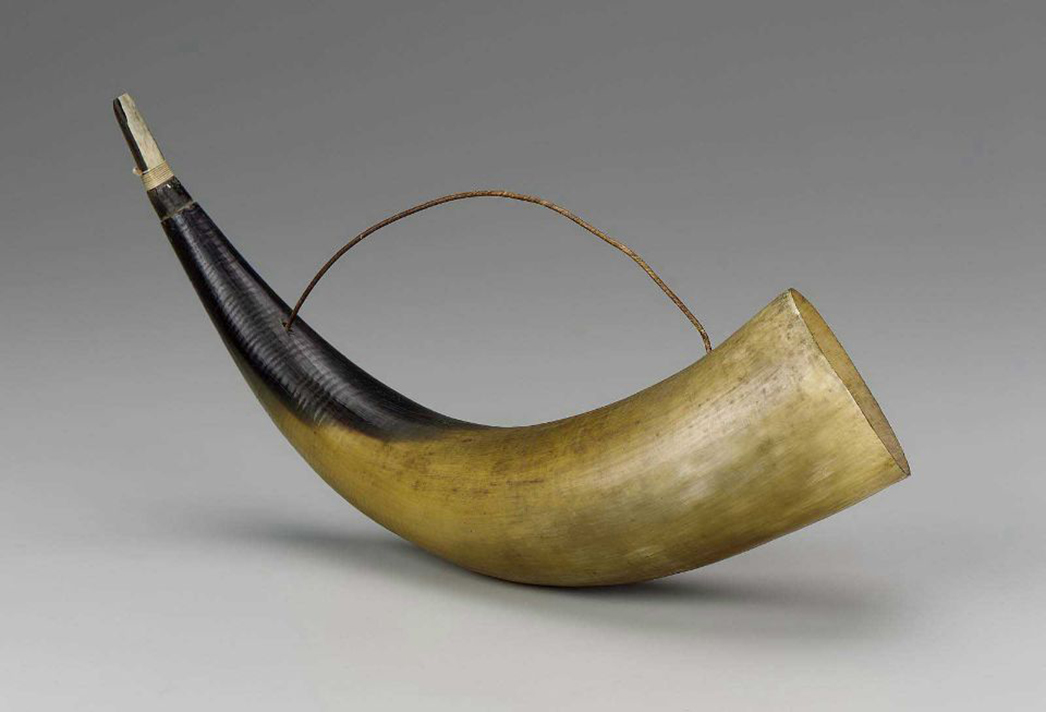
Музичний інструмент

Ріг — духовий музичний інструмент, що являє собою порожній ріг зі спеціальним отвором для вдування повітря й одержання звуку в його трохи зрізаній верхній частині. Він є одним з ранніх видів амбушурних музичних інструментів або труб. Відомий з найдавніших часів, ріг використовувався у релігійних обрядах, на полюванні, у військовій справі та в народній музиці. Упродовж століть цей інструмент набув різноманітних форм, конструкцій та функцій, а в окремих культурах — і сакрального значення.

## Історія та походження
Найдавніші роги були натуральними — здебільшого бичачими або козячими — й виникли внаслідок утилітарного використання загублених тваринних рогів. Завдяки потужному та командному тембру ріг швидко набув культового статусу, ставши частиною релігійних ритуалів, зокрема в юдейській традиції (шофар), у храмах давніх слов’ян, а також у грецькій та римській античності.
Ріг згадується на мініатюрах «Хлудівської псалтирі» (ХІІІ ст.), у «Радзивіловському літописі», творах Саксона Граматика, Аль-Масуді та інших джерелах. 

## Ріг в Україні
На території України ріг був відомий з прадавніх часів. Зокрема, під час розкопок «Чорної могили» поблизу Чернігова (Х століття) виявлено два турячі роги зі срібною оправою, оздобленою зображеннями мисливських сцен та орнаментами. 
У Гуцульському регіоні ріг зберігся як традиційний вівчарський духовий інструмент, подібний до трембіти, але коротший, загнутий і зручний у користуванні. Його застосовували для сигнальної комунікації в горах, передавання повідомлень між пастухами або як звуковий сигнал для сходу громади. Важливою є і обрядова функція — ріг використовується під час коляди, коли колядники трублять у роги й трембіти.
У XVIII–XIX століттях в Україні, особливо серед знаті, поширювались рогові оркестри, створені за зразком імперських. Такі оркестри малися у маєтках К. Розумовського, Г. Галагана та інших представників еліти. Для виконання в приміщеннях інструменти виготовляли з дерева, обтягували шкірою, що пом’якшувало звучання.

## Використання

### Релігійне
У юдаїзмі ріг (шофар) використовується під час свят Рош га-Шана та Йом-Кіпур. У слов’янському язичництві роги використовувалися в обрядах на честь богів, зокрема Святовита. Середньовічні джерела згадують роги у храмах на острові Рюген та в інших культових центрах.

### Військове і мисливське
Роги здавна виконували функцію сигнальних інструментів у війську. Їх використовували для збору війська, подачі команд, початку бою тощо. Аналогічну функцію роги виконували на полюваннях — як засіб комунікації між учасниками. У Західній Європі набули поширення металеві роги (cor, horn), а також оздоблені мисливські роги зі слонової кістки (оліфанти).

### Музичне
У XVIII–XIX століттях у Російській імперії сформувалася традиція рогових оркестрів. У таких оркестрах кожен музикант грав лише одну ноту, і тільки разом створювалась мелодія. Оркестри могли нараховувати кілька десятків або навіть сотні виконавців. Згодом роги виготовляли з дерева або металу, іноді з клапанами. Подібні оркестри були й на українських землях.

## Конструкція
Ранній ріг зазвичай виготовлявся з натурального тваринного рогу (бика, козла, вівці). У пізніші періоди почали виготовляти роги з металу (міді, срібла), слонової кістки, а згодом — з дерева. Деякі роги мали художню оправу, інколи зі сценами полювання або орнаментами. У рогових оркестрах інструменти не мали клапанів; пізніше з'явилися роги з механізмами (клапанами) для зміни висоти звуку.
Роги не мали отворів для пальців (за винятком окремих гібридних конструкцій, як у випадку «олонецького рогу»), що відрізняє їх від мелодичних духових інструментів, як-от сопілка чи ріжок.

## У культурі
Ріг згадується в багатьох легендах, казках, літописах і літературних джерелах. У норвезькому фольклорі відома легенда про пастушок, які грали на рогах (Trillerhorn), зачарувавши людей своїми мелодіями. У польських колядках ріг фігурує як перший серед інструментів пастухів.
Символічну роль відігравали роги й у владарюванні: срібні та слонові роги могли слугувати знаком гідності, подібно до рогу Роланда у франкських легендах або рогів московських царів.